# Станислав Маркелов
Станисла̀в Ю̀риевич Маркѐлов (на руски: Станислав Юрьевич Маркелов) е руски адвокат и общественик.
Роден е на 20 май 1974 година в Москва. През 1996 година завършва Московската държавна юридическа академия. През следващите години работи като адвокат и става известен с участието си в множество съдебни процеси, свързани с нарушаване на човешките права, особено в Чечения.
Станислав Маркелов е застрелян на улицата в Москва на 19 януари 2009 година, заедно с журналистката Анастасия Бабурова. За убийството им са осъдени двама неонацисти.